# Jaroslav Kopecký (voják)

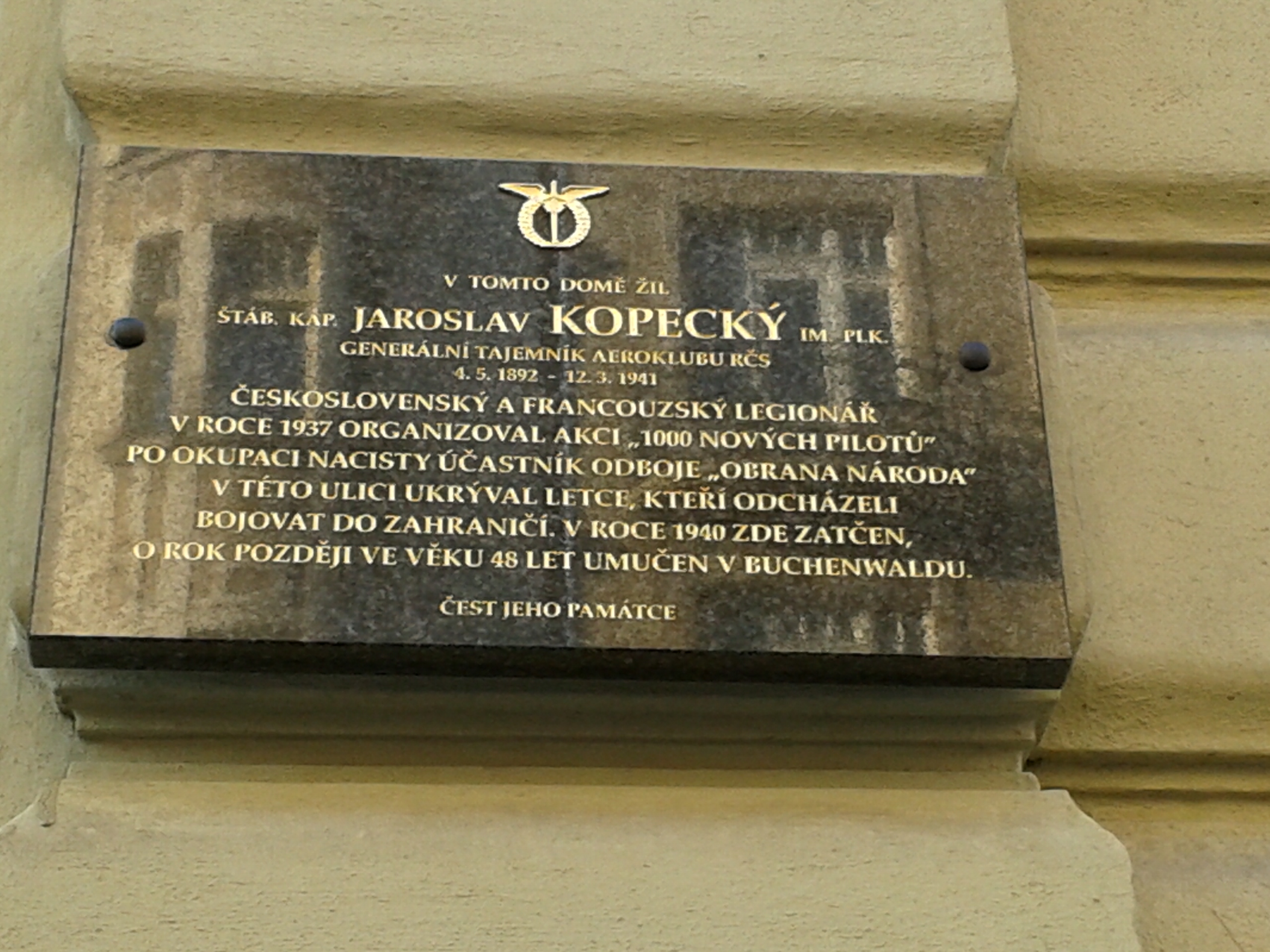
Pamětní deska: štábní kapitán Jaroslav Kopecký (plukovník In memoriam)

Jaroslav Kopecký (4. května 1892, Praha-Bubny – 12. března 1941, KT Buchenwald) byl za první světové války legionářem v československých legiích v Rusku a ve Francii. Po skončení první světové války pracoval na Ministerstvu národní obrany. V roce 1924 zakládal Aeroklub republiky Československé (ARČS) a byl také jeho generálním tajemníkem. Během německé okupace Čech a Moravy byl činný v ilegální organizaci Obrana národa, kde pomáhal organizovat odchody českých letců za hranice protektorátu, aby mohli bojovat v cizineckých jednotkách. V roce 1940 byl zatčen gestapem a o rok později byl umučen v KT Buchenwald.

## Životopis
Jaroslav Kopecký se narodil 4. května roku 1892 v Praze-Bubnech. Jeho rodiče vlastnili restauraci „U Šenfloků“ na Václavském náměstí. Po studiu na reálném gymnáziu nastoupil vysokoškolská studia na ČVUT, ale stačil vystudovat pouze tři ročníky. Jeho studium přerušila první světová válka, v srpnu 1914 byl povolán do rakousko-uherské armády a následně pak odvelen na východní frontu. V rakousko-uherské armádě na východní frontě dosáhl hodnosti poručíka. Do zajetí upadl 28. června 1916 v Haliči. Do řad příslušníků československých legií na Rusi se přihlásil 1. srpna 1916 v Borispolu. V legiích začínal na hodnosti poručíka službu u záložního praporu. Svoji službu v legiích končil v hodnosti kapitána u 21. pěšího pluku. (Jaroslav Kopecký byl velitelem československého pěšího oddílu v Archangelsku.) Definitivně byl z řad příslušníků legií vyřazen v roce 1920 v hodnosti štábního kapitána. Za bojové aktivity obdržel (mimo jiné) kříž francouzské Čestné legie, kříž polského řádu Odrodzenia Polski (polsky: Order Odrodzenia Polski) a kříž rumunského řádu Steaua României. Po skončení první světové války se vrátil do Československa a až do roku 1925 pracoval na Ministerstvu národní obrany. V roce 1924 se stal zakládajícím členem Československého aeroklubu a jeho generálním tajemníkem. V roce 1937 organizoval akci "1000 nových pilotů". Za protektorátu se zapojil do protiněmecké činnosti v rámci ilegální vojenské odbojové organizace Obrana národa. V ulici Lesnická v Praze na Smíchově ukrýval letce, kteří odcházeli za hranice Protektorátu Čechy a Morava bojovat do zahraničních jednotek. V roce 1940 byl ve svém bytě v Lesnické ulici zatčen gestapem. Dne 12. března 1941 byl (ve věku 48 let) umučen v koncentračním táboře Buchenwald. Posmrtně byl povýšen do hodnosti plukovníka.

## Pamětní deska
Pamětní deska je umístěna na vnější fasádě domu na adrese Lesnická 1154/6, 150 00 Praha 5 – Smíchov, kde Jaroslav Kopecký žil. 
„V tomto domě žil / štáb. kap. Jaroslav KOPECKÝ IM plk. / generální tajemník aeroklubu RČS / 4.5.1892 - 12.3.1941 / československý a francouzský legionář / v roce 1937 organizoval akci "1000 nových pilotů" / po okupaci nacisty účastník odboje "Obrana národa" / v této ulici ukrýval letce, kteří odházeli / bojovat do zahraničí. V roce 1940 zde zatčen, / o rok později ve věku 48 let umučen v Buchenwaldu. / čest jeho památce“.
 , Nápis na pamětní desce,